# 內華達 (伊利諾伊州)
內華達（英語：Nevada）是位於美國伊利諾伊州利文斯頓縣的一個非建制地區。該地的面積和人口皆未知。

## 地理
內華達的座標為41°05′09″N 88°33′05″W / 41.08583°N 88.55139°W，而該地的平均海拔高度為207米（即679英尺）。